# Kristdemokratisk Ungdom i Norden
Kristdemokratisk Ungdom i Norden, (KDUN), utgör den kristdemokratiska gruppen i Ungdomens Nordiska Råd (UNR).
Organisationen bildades 1970 under namnet Kristen Demokratisk Ungdom i Norden av svenska KDU, norska KrFU och finska FKFU (idag KD Unga). Senare tillkom danska KFU och färöiska UM.  
Idag består KDUN av svenska KDU, norska KrFU, finländska KD Unga. Andreas Salomonsson (KDU) är ordförande för KDUN.

## Ordförande
Andreas Salomonsson, KDU. 2023-Nu
Birgitte Konow, KrFU. 2022-2023
Annika Lyytikäinen, KD Unga. -2022